# Eure Yáñez
Eure Javier Yáñez Ruiz (San José de Barlovento, 20 giugno 1993) è un altista venezuelano.

## Biografia
Yáñez debutta internazionalmente nel 2010, guadagnandosi un terzo posto ai Campionati sudamericani under 18 del Cile. Nel corso della carriera ha rappresentato il Venezuela in molti campionati continentali andando spesso a medaglia. Nel 2017 ha potuto gareggiare un Mondiale, fermandosi alle qualificazioni. Nello stesso anno ha vinto la sua prima medaglia d'oro ai Campionati sudamericani, dopo due volte essere rimasto escluso dal podio, e settando un nuovo record nazionale. Nel 2018, a distanza di quattro anni dalla sua prima edizione dei Giochi sudamericani, conferma il titolo guadagnando una nuova medaglia d'oro.

## Record nazionali
- salto in alto: 2,31 m ( Asunción, 23 giugno 2017)
- salto in alto indoor: 2,23 m ( Sabadell, 13 febbraio 2018)

## Palmarès
| Anno | Manifestazione                   | Sede              | Evento        | Risultato | Prestazione | Note             |
| ---- | -------------------------------- | ----------------- | ------------- | --------- | ----------- | ---------------- |
| 2010 | Campionati sudamericani under 18 | Santiago del Cile | Salto in alto | Bronzo    | 1,94 m      |                  |
| 2011 | Campionati sudamericani juniores | Medellín          | Salto in alto | Argento   | 2,07 m      |                  |
| 2012 | Campionati ibero-americani       | Barquisimeto      | Salto in alto | 9º        | 2,11 m      |                  |
| 2012 | Mondiali juniores                | Barcellona        | Salto in alto | 15º (q)   | 2,11 m      |                  |
| 2012 | Campionati sudamericani under 23 | San Paolo         | Salto in alto | 4º        | 2,16 m      |                  |
| 2013 | Campionati sudamericani          | Cartagena         | Salto in alto | 4º        | 2,19 m      |                  |
| 2013 | Giochi bolivariani               | Trujillo          | Salto in alto | Bronzo    | 2,16 m      |                  |
| 2014 | Giochi sudamericani              | Santiago del Cile | Salto in alto | Oro       | 2,21 m      |                  |
| 2014 | Campionati sudamericani under 23 | Montevideo        | Salto in alto | Argento   | 2,18 m      |                  |
| 2014 | Giochi CAC                       | Veracruz          | Salto in alto | Argento   | 2,24 m      |                  |
| 2015 | Campionati sudamericani          | Lima              | Salto in alto | 4º        | 2,13 m      |                  |
| 2015 | Giochi panamericani              | Toronto           | Salto in alto | 10º       | 2,15 m      |                  |
| 2016 | Campionati ibero-americani       | Rio de Janeiro    | Salto in alto | Oro       | 2,26 m      |                  |
| 2017 | Campionati sudamericani          | Asunción          | Salto in alto | Oro       | 2,31 m      | Record nazionale |
| 2017 | Giochi bolivariani               | Santa Marta       | Salto in alto | Oro       | 2,24 m      |                  |
| 2017 | Mondiali                         | Londra            | Salto in alto | 19º (q)   | 2,26 m      |                  |
| 2018 | Giochi sudamericani              | Cochabamba        | Salto in alto | Oro       | 2,28 m      |                  |
| 2018 | Giochi CAC                       | Barranquilla      | Salto in alto | Argento   | 2,28 m      |                  |
| 2019 | Campionati sudamericani          | Lima              | Salto in alto | Bronzo    | 2,18 m      |                  |
| 2019 | Giochi panamericani              | Lima              | Salto in alto | 7º        | 2,21 m      |                  |
| 2020 | Campionati sudamericani indoor   | Cochabamba        | Salto in alto | Argento   | 2,22 m      |                  |
| 2021 | Campionati sudamericani          | Guayaquil         | Salto in alto | 4º        | 2,17 m      |                  |